# Xenophysella stewartensis
Xenophysella stewartensis är en insektsart som först beskrevs av Woodward 1952.  Xenophysella stewartensis ingår i släktet Xenophysella och familjen Peloridiidae. Inga underarter finns listade i Catalogue of Life.